# Lukačovce
Lukačovce – wieś (obec) na Słowacji, położona w kraju preszowskim w powiecie Humenné. Pierwsza wzmianka pisemna o miejscowości pojawiła się w roku 1543.
Miejscowość leży w pobliżu rzeki Oľka, na południe od wsi Košarovce.